# دانتون (فیلم ۱۹۲۱)

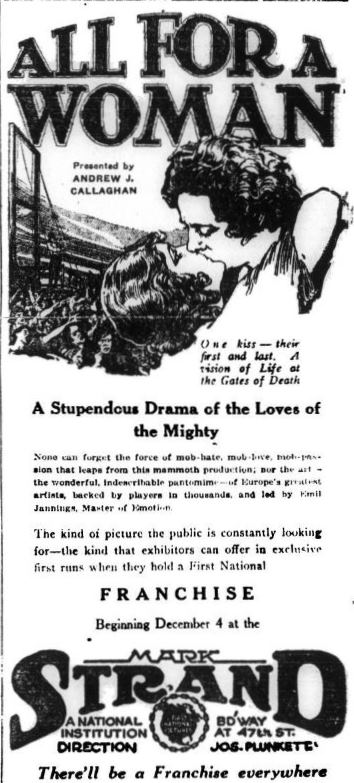
تبلیغات آمریکایی، تحت عنوان انتشار در ایالات متحده آن همه برای یک زن

دانتون (انگلیسی: Danton) یک فیلم است که در سال ۱۹۲۱ منتشر شد.